# 모던 재즈 콰르텟
모던 재즈 콰르텟(Modern Jazz Quartet)은 미국의 재즈 밴드이다. 1951년에 결성한 초기에는 밀트 잭슨 콰르텟(Milt Jackson Quartet)이라고 불리었다. 약어는 MJQ.